# 2004年夏季残疾人奥林匹克运动会突尼斯代表团
2004年夏季残疾人奥林匹克运动会突尼斯代表团是突尼斯派出的2004年夏季残疾人奥林匹克运动会代表团。获得8枚金牌、7枚银牌和3枚铜牌。